# Авеланж, Жоао
Жоа́о Авела́нж (порт. João Havelange), настоящее имя Жан-Мари́ Фосте́н Годфруа́ де Авла́нж (фр. Jean-Marie Faustin Godefroid de Havelange; 8 мая 1916 года, Рио-де-Жанейро — 16 августа 2016 года, там же) — крупный спортивный функционер, седьмой президент ФИФА (с 1974 по 1998 год). В 1998 году был избран почётным президентом ФИФА.

## Имя
Согласно правилу португальско-русской практической транскрипции, традиционным вариантом передачи португальского имени порт.-браз. João является вариант Жуан. Ошибочный вариант имени «Жоао», однако, является устоявшимся в отношении Авеланжа.

## Карьера спортсмена и чиновника

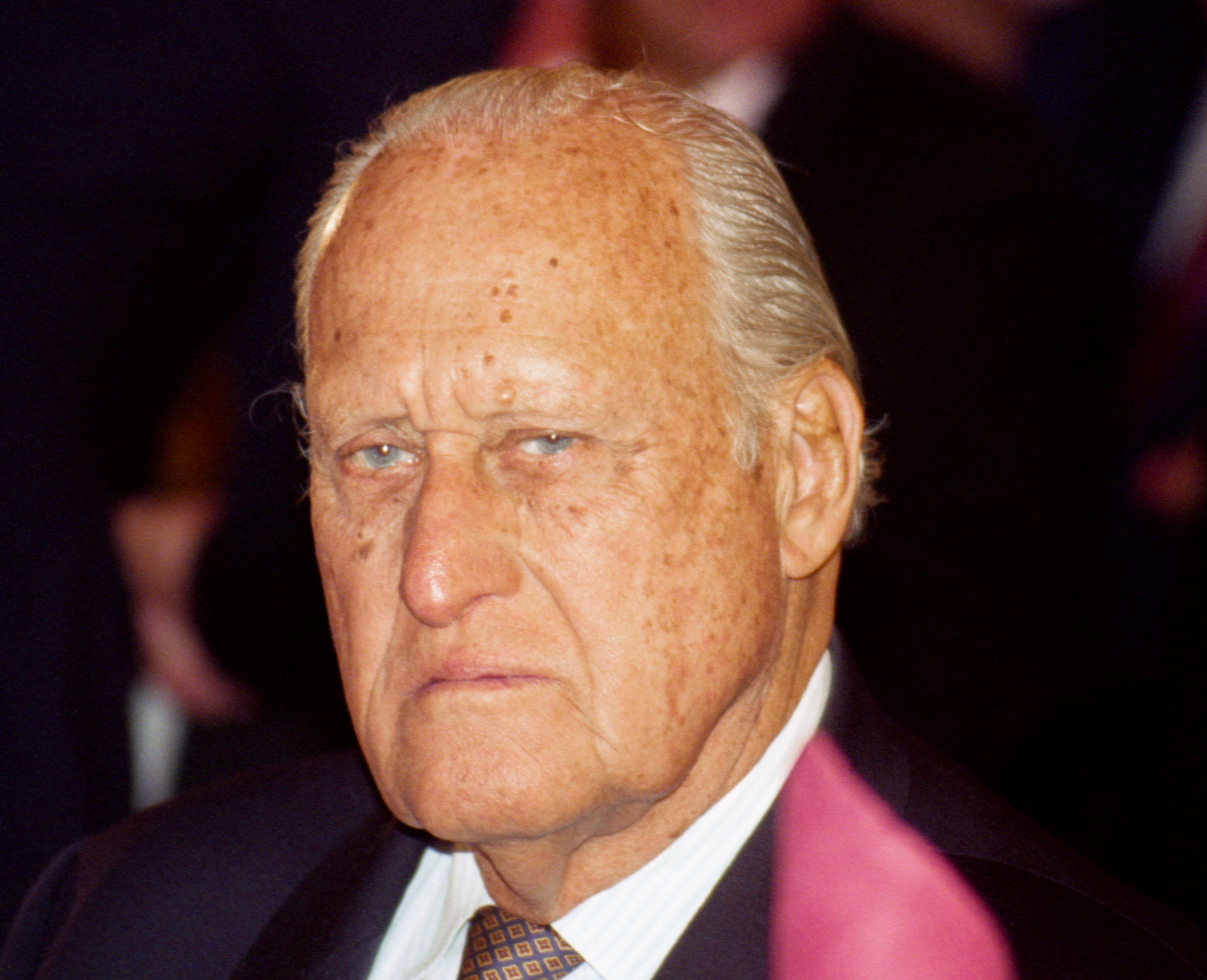
Жоао Авеланж во время празднования столетия Российского футбола в 1997 году

В качестве представителя Бразилии был участником двух Олимпийских игр — в 1936 году в Берлине как пловец и в 1952 году в Хельсинки как игрок национальной сборной Бразилии по водному поло. В Берлине выступал на двух дистанциях, 400 и 1500 метров, вольным стилем. В Хельсинки бразильская сборная заняла 13-е место. За год до этого, на I Панамериканских играх, в составе сборной Бразилии выиграл серебряную медаль. Играл за ватерпольный клуб «Флуминенсе».
После завершения карьеры спортсмена перешёл на административную работу: с 1955 по 1963 год являлся членом Национального олимпийского комитета Бразилии, с 1963 по 2011 год — членом МОК.
В 1956 году возглавил федерацию плавания Бразилии, а в 1958 году стал главой Бразильской конфедерации футбола. Именно Авеланж пригласил на пост главного тренера сборной Бразилии Висенте Феолу, под руководством которого бразильцы выиграли свой первый чемпионат мира, а впоследствии окончательно вошла в число сильнейших национальных команд. Другой его важной заслугой  является создание единого национального чемпионата в 1971 году.
В 1974 году был избран седьмым президентом ФИФА. На этом посту активно занимался популяризацией футбола по всему миру: было расширено число участников в чемпионатах мира за счёт команд от Азии и Африки, создавались новые турниры (Кубок конфедераций, различные турниры молодёжных команд), женский футбол стал олимпийским видом спорта.

## Обвинение во взятках
В июле 2012 года суд швейцарского кантона Цуг признал Жоао Авеланжа виновным
в получении взяток в связи с продажей прав на телевизионную трансляцию с чемпионатов мира 2002 и 2006 годов. Вместе с Авеланжем обвиняется Рикардо Тейшейра. Сумма взяток, которые получали президент ФИФА и его бывший зять с 1992 года, составила около 41 млн. швейцарских франков (24 млн. фунтов стерлингов). Суд обнародовал документы, из которых следует, что получение взяток было обычной практикой для структур ФИФА с 1970-х годов. Так, например, с 1989 по 1998 год замешанная в скандале маркетинговая компания ISL заплатила чиновникам ФИФА не менее 123 млн. швейцарских франков. Однако он оказался не подвержен судебному преследованию в рамках данного дела ввиду своих преклонных лет.

## Награды
Являлся кавалером ордена Почётного легиона, имел правительственные награды Бразилии, Португалии, Швеции, Испании и других государств.
С 1988 по 1997 год в Южной Америке проводился второй (после Кубка Либертадорес) по значимости клубный турнир по футболу, который назывался Суперкубок Жоао Авеланжа (другое название — Суперкубок Либертадорес, в нём принимали участие все бывшие победители главного клубного турнира континента).
В 1995 получил в Москве Международную Леонардо-премию; в честь лауреата в Большом зале Московской консерватории был дан концерт.

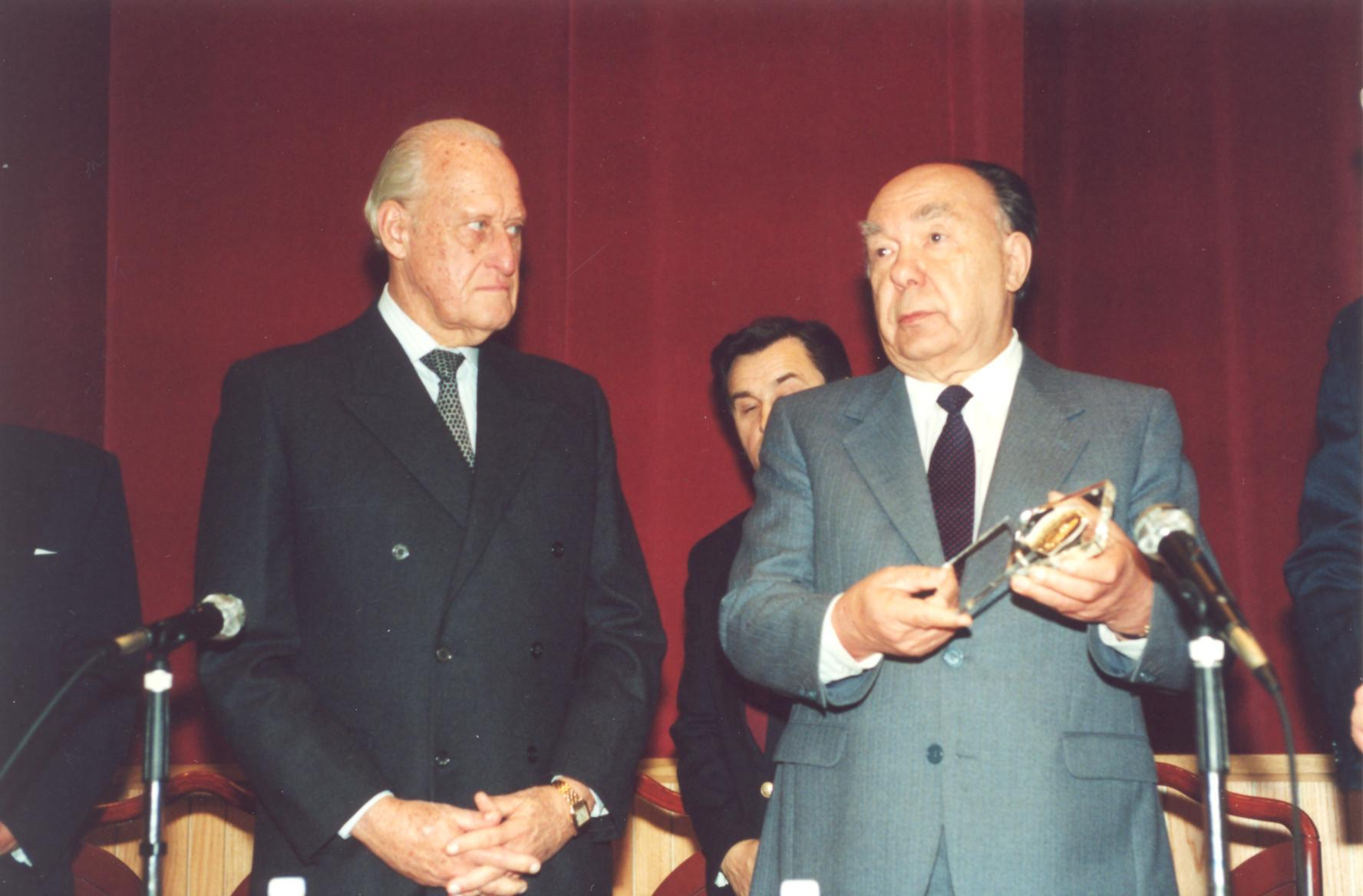
Александр Яковлев вручает Жоао Авеланжу Международную Леонардо-премию (Москва, 1995)

В 2000 году в Бразилии, где сорвалось проведение чемпионата страны по футболу, был проведён Кубок Жоао Авеланжа — фактически признаваемый в качестве чемпионата страны того года. Победителем стал клуб «Васко да Гама» из Рио-де-Жанейро. С 1994 по 2007 год победителю ватерпольного чемпионата Бразилии вручался Трофей Жоао Авеланжа.
В 2007 году в окрестностях Рио-де-Жанейро был построен Олимпийский стадион Жоао Авеланжа, рассчитанный на 45 000 зрителей. Стадион в Уберландии Парке ду Сабия также официально носит имя бывшего президента ФИФА — Муниципальный стадион Жоао Авеланжа.
Скончался в период, когда в его родном Рио-де-Жанейро проходили Игры XXXI Летней Олимпиады. Похоронен на кладбище Святого Иоанна Крестителя в Рио-де-Жанейро.

## Киновоплощение
В фильме «Лига мечты» (реж. Ф. Обертен, Франция, 2014), посвященному истории ФИФА, роль Авеланжа исполнил новозеландский актёр Сэм Нилл.